# Senador Rui Palmeira
Senador Rui Palmeira è un comune del Brasile nello Stato dell'Alagoas, parte della mesoregione di Sertão Alagoano e della microregione di Santana do Ipanema.